# Pierre Le Roux (linguiste)
Pour les articles homonymes, voir Pierre Le Roux et Le roux.
Pierre le Roux (en français) ou Pêr ar Rouz (en breton) est un linguiste français, spécialiste de la langue bretonne, né à Plouëc-du-Trieux le 27 février 1874 et décédé le 3 septembre 1975.

## Biographie
Professeur de celtique à l’Université de Rennes, il est l'auteur de l’Atlas linguistique de Basse-Bretagne, publié pour la première fois en 1927.
Par son entremise, le linguiste breton Joseph Ollivier, légua à la Bibliothèque Municipale de Rennes, ses archives et recherches notamment sur la chanson bretonne, et préservant ainsi tout particulièrement les copies collectées par Ollivier des manuscrits de chansons bretonnes : au décès de Joseph Ollivier, grâce à l'appui de la famille de ce dernier et celui de Pierre Le Roux, le Fonds Ollivier se constitue ; en 1957, l'inventaire du Fonds Ollivier a fait l'objet d'une publication.